# Taste receptor type 1 member 2
Taste receptor type 1 member 2 (T1R2) ist ein Protein aus der Gruppe der G-Protein-gekoppelten Rezeptoren im Menschen und ein Teil des Rezeptors für süßen Geschmack.

## Eigenschaften
T1R2 bildet ein Heterodimer mit T1R3 und bindet dann Zucker, Zuckeraustauschstoffe und Süßstoffe. Nur das Heterodimer aus T1R2 und T1R3 ist der funktionsfähige Rezeptor. T1R2 ist achtfach N-glykosyliert. T1R2 besitzt wie auch T1R3 eine große extrazelluläre Proteindomäne und sieben Transmembrandomänen. T1R2 ist ohne die extrazelluläre Domäne in Abwesenheit eines Liganden aktiviert, was vermutlich an einer Regulation der Aktivierung durch die extrazelluläre Domäne liegt. Ursprünglich wurde irrtümlicherweise angenommen, dass Glucose und Aspartam T1R2 und T1R3 nicht aktivieren und daher weitere Rezeptoren für den Süßgeschmack vorliegen müssen, was jedoch später für den menschlichen Rezeptor widerlegt wurde, während bei Ratten keine Aktivierung durch Aspartam und nur eine geringe Aktivierung durch Glucose erfolgt. Süßstoffe binden an die Venusfliegenfalle-Domäne am N-Terminus des T1R2. Nach Aktivierung von T1R2 werden Gαo- und Gαi-Untereinheiten von G-Proteinen aktiviert, vor allem die Gα-Untereinheit von Gustducin. Dadurch werden vermutlich Adenylylcyclasen gehemmt. Die weitere Signaltransduktion erfolgt über die Phospholipase C PLCβ2 und den Ionenkanal TRPM5, wie auch beim Rezeptor für Bittergeschmack (Rezeptorfamilie T2R). In Folge der Aktivierung der Phospholipase PLC-β2 wird PIP2 und Diacylglycerol gebildet. Anschließend erfolgt eine Aktivierung des IP3-Rezeptors und ein Anstieg von Ca2+ im Zytosol, woraufhin der Ionenkanal TRPM5 aktiviert wird.
In den Geschmacksknospen mit T1R2 und T1R3 werden keine Rezeptoren für den Bittergeschmack exprimiert. Ein Homodimer aus zwei humanen T1R2 erzeugt ebenfalls einen Süßgeschmack.
Der Rezeptor aus T1R2 und T1R3 wird auch in anderen Geweben gebildet und ist dort vermutlich an der Regulation des Energiestoffwechsels beteiligt. Amilorid hemmt den menschlichen Süßgeschmack durch Bindung an T1R2, während Lactisol den menschlichen Süßgeschmack durch Bindung an T1R3 hemmt.